# 10867 Lima
10867 Lima este un asteroid din centura principală de asteroizi.

## Descriere
10867 Lima este un asteroid din centura principală de asteroizi. A fost descoperit pe 14 iulie 1996 la Observatorul La Silla de Eric Walter Elst. El prezintă o orbită caracterizată de o semiaxă mare de 2,65 ua, o excentricitate de 0,02 și o înclinație de 5,6° în raport cu ecliptica.